# Hornswoggle
Dylan Postl (Oshkosh (Wisconsin), 29 mei 1986), beter bekend als Hornswoggle of Little Bastard, is een Amerikaans halftijds professioneel worstelaar. Hij was actief in WWE.

## Loopbaan
In 2005 verscheen Postl als "The World's Sexiest Midget" Shortstack in de NWA Wisconsin waar hij het NWA Wisconsin X Division Championship won. Op 19 mei 2006 won hij met Devin Diamond het SSW Tag Team Championship maar moest afstand nemen van de titel nadat hij in mei 2006 een contract tekende met World Wrestling Entertainment (WWE).

### World Wrestling Entertainment/WWE (2006-2016)
Op 26 mei 2006 maakte Postl zijn WWE-televisiedebuut bij de SmackDown-brand als de leprechaun partner van de Iers professioneel worstelaar, Finlay. De weken daarop was Postl voortdurend aanwezig bij de wedstrijden van Finlay en viel af en toe Finlay's tegenstanders aan. Uiteindelijk begon SmackDown play-by-play commentator Michael Cole Postl te verwijzen als de "Little Bastard". Op 1 november 2006 was er een kayfabe filmpje, de "Little Bastard Exposed", te zien op WWE.com. Het filmpje werd opgestuurd door een WWE-fan, die Little Bastard spotte op de parking waar hij achter in de auto zat met een onherkenbare vrouw. Als deel van de verhaallijn, Bastard was niet gelukkig vanwege de inbreuk op zijn privacy. Hij wilde ook publiekelijke excuses van commentator Cole, die hem de "Little Bastard" noemde.
Op 23 februari 2007 werd zijn karakternaam veranderd in "Hornswoggle". Op The Great American Bash won Hornswoggle voor de eerste keer het WWE Cruiserweight Championship. Hij behield de titel tot 25 september 2007 nadat Vickie Guerrero zijn titel afnam en beschikbaar stelde, maar later, op 4 maart 2008, werd de titel alsnog door de WWE opgeborgen.
Op 10 september 2007 werd gesuggereerd (verhaallijn) dat Hornswoggle een buitenechtelijk kind was van Mr. McMahon, Finlay of JBL. dit ging later over in wie nu de vader was van Hornswoggle, waardoor er een vete tussen McMahon, JBL en Finlay ontstond. Later, op 25 februari 2008, verklaarde JBL dat Hornswoggle niet de zoon was van McMahon, maar wel van Finlay. Een week later bevestigde Finlay dat hij de vader was van Hornswoggle. Op 25 juni 2008 werd Hornswoggle samen met Finlay door de Supplemental Draft naar de ECW-brand gestuurd.
Op 13 april 2009 werd Hornswoggle, zonder Finlay, door de Supplemental Draft naar de Raw-brand gestuurd. en had hij een wekenlange vete met Chavo Guerrero. In september en oktober 2009 droeg hij aantal weken kleren van D-Generation X (DX), maar werd op 26 oktober 2009 door DX op het matje opgeroepen om geen DX-kleren meer te dragen. Hornswoggle nam wraak door DX steeds te helpen bij bepaalde wedstrijden. Door al Hornswoggle's hulp werd hij op 26 oktober 2009 officieel mascotte van DX.
Als deel van de Supplemental Draft 2010 werd hij naar de SmackDown-brand gestuurd. Op 8 oktober 2010 werd hij de officiële mascotte van de SmackDown-team op Bragging Rights.
Op 8 maart 2011, tijdens de eerste aflevering van NXT-seizoen NXT Redemption, werd bekendgemaakt dat Hornswoggle de mentor was van Titus O'Neill. In 2012 werd Hornswoggle de hoofdmascotte van WWE en zorgde voor sfeer naast de ring voor de WWE-fans.
Op 6 mei 2016 werd bekend dat Postl ontdaan is van al zijn verplichtingen aan de WWE en dat zijn contract ontbonden is. Naast Postl werden ook Wade Barrett, Zeb Colter, Alex Riley Damien Sandow, Santino Marella, Cameron en El Torito ontbonden van hun contracten met de WWE.

### Terugkeer naar WWE (2018)
Hornswoggle maakte onverwachts zijn terugkeer naar WWE in 2018 waar hij als 12de zijn intrede maakte in de ‘greatest’ Royal Rumble match. Hij kwam de ring in en gaf Kofi Kingston een Samoan drop. Hij werd door Tony Nese geëlimineerd.

## In worstelen
- Finishers
  - Tadpole Splash (Frog splash)

- Signature moves
  - Stunner
  - Low Blow
  - Celtic Cross
  - Senton Bomb ("from a mini ladder")
  - Met Finlay
    - "Celtic Cross" van Finlay gevolgd een "Tadpole Splash" van Hornswoggle

- Kenmerkende objecten
  - Shillelagh
  - Waterpistool
  - Groene mist
  - Marbles

- Entree thema's
  - "Hes Ma Da" van Jim Johnston (2007-heden)

## Prestaties
- NWA Wisconsin

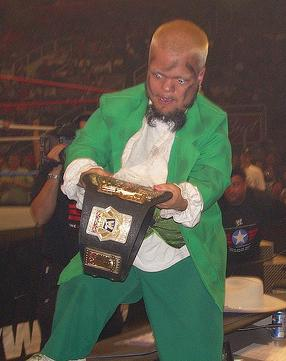
Hornswoggle met het WWE Cruiserweight Championship

  - NWA Wisconsin X Division Championship (1 keer)

- Pro Wrestling Illustrated
  - PWI Rookie of the Year (2007)

- South Shore Wrestling
  - SSW Tag Team Championship (1 keer met Devin Diamond)

- World Wrestling Entertainment
  - WWE Cruiserweight Championship (1 keer)

- Wrestling Observer Newsletter
  - Worst Gimmick (2009)
  - Worst Feud of the Year (2009) met Chavo Guerrero.